# Canton de Vincennes-Ouest
Le canton de Vincennes-Ouest est une ancienne division administrative française située dans le département du Val-de-Marne et la région Île-de-France.
Le canton est supprimé lors du redécoupage cantonal de 2014 en France, et son territoire est intégré dans les nouveaux cantons de Vincennes et de Fontenay-sous-Bois.

## Histoire
Lors de la création du département du Val-de-Marne, le décret du 20 juillet 1967 divise la commune de Vincennes en deux cantons : le canton de Vincennes-Est et celui de Vincennes-Ouest.
Un nouveau découpage territorial du Val-de-Marne entré en vigueur à l'occasion des premières élections départementales suivant le décret du 17 février 2014. Les conseillers départementaux sont, à compter de ces élections, élus au scrutin majoritaire binominal mixte. Les électeurs de chaque canton élisent au Conseil départemental, nouvelle appellation du Conseil général, deux membres de sexe différent, qui se présentent en binôme de candidats. Les conseillers départementaux sont élus pour 6 ans au scrutin binominal majoritaire à deux tours, l'accès au second tour nécessitant 12,5 % des inscrits au 1er tour. En outre, la totalité des conseillers départementaux est renouvelée. Ce nouveau mode de scrutin nécessite un redécoupage des cantons dont le nombre est divisé par deux avec arrondi à l'unité impaire supérieure si ce nombre n'est pas entier impair, assorti de conditions de seuils minimaux. Dans le Val-de-Marne le nombre de cantons passe ainsi de 49 à 25.
Dans ce cadre, les cantons de Vincennes-Est et de Vincennes-Ouest, de Fontenay-sous-Bois-Est et de Fontenay-sous-Bois-Ouest sont supprimés pour permettre la création des nouveaux cantons de Vincennes (qui ne comprend qu'une partie de cette commune) et de Fontenay, qui comprend Fontenay-sous-Bois et le surplus de Vincennes.

## Administration
| Période   | Période      | Identité            | Étiquette    | Qualité |
| --------- | ------------ | ------------------- | ------------ | --- |
| 1967      | 1972,        | Louis Foulon        | DVD          | Colonel de l'Armée, adjoint au maire de Vincennes Conseiller général de la Seine (36ème secteur) depuis 1959 Démissionnaire                                                     |
| mars 1972 | 1985 (décès) | Roland Vernaudon    | UDR puis RPR | Secrétaire administratif Premier adjoint au maire de Vincennes (1971 → 1985) Député du Val-de-Marne (suppléant de Robert-André Vivien) (1969 → 1973) Décédé en cours de mandat. |
| 1985      | 1994         | Louis-Claude Lacam  | RPR          | Adjoint au maire de Vincennes |
| mars 1994 | 2001         | Pierre Le Berre     | RPR puis DVD | Responsable des affaires culturelles à l'hôpital Bégin, retraité Adjoint au maire de Vincennes                                                                                  |
| mars 2001 | 2015         | Catherine Procaccia | RPR puis UMP | Cadre supérieur 1re Adjointe au maire de Vincennes (2001→2004) Sénatrice du Val-de-Marne (2004 → )                                                                              |

## Composition
Le canton de Vincennes-Ouest recouvrait l'ouest de la  commune de Vincennes délimitée à l'est « par l'axe de l'avenue de Paris (jusqu'à l'avenue du Château), l'axe de l'avenue du Château (jusqu'à la rue Lejemptel), l'axe de la rue Lejemptel (jusqu'à la rue Raymond-du-Temple), l'axe de la rue Raymond-du-Temple, l'axe de la rue de Fontenay (jusqu'à la rue de Montreuil) et l'axe de la rue de Montreuil ». 
Le surplus de la commune était inclus dans le canton de Vincennes-Est.
| Communes                   | Population (2012) | Code postal | Code Insee |
| -------------------------- | ----------------- | ----------- | ---------- |
| Vincennes, commune entière | 43 595            | 94 300      | 94 080     |

## Démographie
| 1962 | 1968 | 1975 | 1982 | 1990   | 1999   | 2009 |
| ---- | ---- | ---- | ---- | ------ | ------ | ---- |
| -    | -    | -    | -    | 20 588 | 21 538 | -    |